# 沢口梨々子
沢口 梨々子（さわぐち りりこ、1972年3月3日 - ）は、日本の元AV女優、元ストリッパー。

## 略歴
1991年に、宇宙企画「紅色姫」でデビューしたが、1993年にAV引退。AV引退後は、ロック座でストリッパーとしてデビュー。現在は引退している。

## 人物
- 趣味：ディスコ [1]、ショッピング、ゴルフ [5]

## 作品

### アダルトビデオ

#### 1991年
- 紅色姫（10月27日、宇宙企画 IS-56） - ※AVデビュー作
- Beppin ビデオマガジンVol-29 細川ふみえ・小松美幸・沢口梨々子 ほか（11月20日、英知出版）※イメージビデオ
- 原色VIDEO図鑑 高級制服倶楽部Vol.3（11月24日、宇宙企画 MT-12）
- 恋も終わったことだし（12月20日、メディアックス）
- リリコ倶楽部（12月29日、宇宙企画 IS-62）
- リリコ先生下半身講座（12月、宇宙企画 IS-64）

#### 1992年
- The ボディコン Vol.2 沢口梨々子・葉月かおり・真木静香（1月5日、宇宙企画 MT-17）
- 濃密クィーン 栗とリスに愛をこめて（3月14日、ティファニー）
- 腰を入れておやりなさい（4月11日、ティファニー）
- ナースは感じちゃダメかしら 白衣のおねだり（5月16日、エイトマン）
- ベスト・セレクションVol.7（5月31日、宇宙企画）＊オムニバス作品
- スーパーランジェリー 20（6月10日、英知出版）＊オムニバス作品
- バニー倶楽部（6月26日、メディアステーション）＊オムニバス作品
- 気分は乱・乱・乱 梨々子の私性活まるみえビデオ（6月30日、ミス・クリスティーヌ）
- 好色人妻探偵・梨々子 こちらバナナ調査器官（7月28日、ミス・クリスティーヌ）
- 絶叫ランドでつかまえて～愛と欲情の日々～（8月25日、ミス・クリスティーヌ）
- 上手いんだなアレが（9月23日、KUKI）
- 愛しのボイン姫 ムンムンパラダイス（10月1日、芳友舎）- ※「濃密クイーン」他2作品を再編集
- 女尻（10月23日、アリスJAPAN）
- GOKUH 快感創刊号 沢口梨々子・水沢あのん・希志真里子・北原志穂 ほか（11月5日、英知出版）
- トライアングル・レズビアン 6 	沢口梨々子・原田ひかり・森下あみい（11月18日、KUKI）
- ハウスメイド 梨々子が教えてあげる（12月16日、KUKI）

#### 1993年
- いけいけナイチンガール ナース天国病院で抜こう（1月10日、エイトマン）＊オムニバス作品
- 甘蜜の彼方へ（1月18日、アドテックス）
- 熟れすぎちゃって困るの 梨々子のアブない性講座（1月29日、KUKI）
- 今夜もびしょ濡れ（2月17日、KUKI）
- 女体解剖 お尻のシワは35本（3月19日、アテナ映像）
- 太モモまでタレてるよ（4月16日、アテナ映像）
- 女子校教師 解剖授業 先生と生徒のあぶない関係 沢口梨々子・加藤めぐみ・斎藤梨香子（4月20日、二見書房）
- やりすぎかしら（4月30日、VIP）
- 灼熱の腰ふりパラダイス（5月15日、ステラ）
- ぶっとびナース組 浅倉舞・伊藤真紀・沢口梨々子 ほか（5月20日、芳友舎）全7名
- 制服スナイパー 3（5月29日、新東宝）
- 痴態曼荼羅（6月25日、VIP）
- AV TOPギャルズベスト10 6 あぶない贈り物（7月8日、笠倉出版社）＊オムニバス作品
- エロティックにT.K.O（7月28日、ファイブスター）
- お姉様の生下着（8月1日、笠倉出版社）
- AV巨乳10年史 2 全25名（8月16日、笠倉出版社）＊オムニバス作品
- スーパービザール 3（8月25日、シャイ企画）
- ナース天国 SPECIAL 2（8月27日、笠倉出版社）＊オムニバス作品
- 淫乱ドック（9月22日、明文社）
- さきっちょだけよ（9月、VIP）＊「灼熱の腰ふりパラダイス」の再編集
- ランジェリー大会100連発 SPECIAL 2（10月14日、笠倉出版社）＊オムニバス作品
- 制服スナイパーDX オールスターコレクション 手塚莉絵・樹まり子・田村香織・沢口梨々子（10月23日、新東宝）＊オムニバス作品
- 平成マドンナ100選 2 全25人（11月5日、笠倉出版社）＊オムニバス作品
- 高級オナペット倶楽部 6（明文社）＊オムニバス作品
- 浅草ロック座の天使たち on Stage 北岡錦・沢口梨々子・小林里穂・藤本聖名子・工藤ひとみ ほか （パックインビデオ PIV-191） 94分 ※浅草ロック座の天使たち「シネマパラダイス」「熱くて妖しい女たち」「まぶしい夏－愛ランド」をアレンジして収録したもの ＊オムニバス作品
- 浅草ロック座の天使たち 熱くて妖しい女たち 北岡錦・沢口梨々子・小林里穂・藤本聖名子 ほか（パックインビデオ PIV-193）43分

#### 1994年
- 只今課外授業中! 女教師20人スペシャル  樹まり子・沢口梨々子・後藤えり子・橘ますみ 他 全20名（2月14日、笠倉出版社）＊オムニバス作品
- VINLハウスの果実たち Vol.1（6月11日、KUKI）＊オムニバス作品
- 平成AV年鑑 完全保存版 総勢200名（6月24日、笠倉出版社）＊オムニバス作品
- 制服の情婦（9月19日、テー・ビー・エス）
- 女尻8連発!! 尻尻尻のオンパレード（10月7日、アリスJAPAN）＊オムニバス作品
- 120人の美女 AV秘蔵コレション 4 全30名（11月1日、笠倉出版社）＊オムニバス作品
- 33名のSEXバトル大会 AV巨乳年鑑 1（11月4日、笠倉出版社）＊オムニバス作品
- ライアーガール（EROS）
- 咥えこみマガジン おくちでダラダライカせて 1 後藤えり子・田村香織・沢口梨々子 ほか 全7名（VIP STM-062）VHS

#### 1995年
- ナース物語 濡れた茂み 3（1月13日、笠倉出版社）＊オムニバス作品
- おしゃぶりゴックン21（2月11日、オー・ケイ出版社）＊オムニバス作品
- トライアングル・レズビアンBEST Vol.2（4月12日、KUKI）＊オムニバス作品
- スペシャルリップメイト 11 泉京子・憂木瞳・沢口梨々子 ほか（4月、VIP STM-051）全11名

#### 1996年以降
- スーパー女教師AV大全 PART2 朝岡実嶺・樹マリ子・岡崎美女・細川百合子・沢口梨々子 ほか（1998年11月26日、笠倉出版社）全20名
- ハウスメイド（1998年12月25日、KUKI）＊「ハウスメイド」「今夜もびしょ濡れ」を収録
- ボンデージの罠 DX（1999年4月3日、笠倉出版社）＊オムニバス作品
- 女教師Selection（2000年6月16日、メディアバンク）＊オムニバス作品
- コスプレDX 制服の女神たち（2000年9月27日、シャイ企画）全8名
- Allure 2000 vol.6（2001年10月19日、メディアバンク）＊オムニバス作品
- ボンデージの罠 DX（2002年3月15日、笠倉出版社）全12名 ※DVD版
- Miss.Christine Best Angels（2002年6月21日、ビデオバンク）全24名
- 宇宙企画 Classic（2004年11月12日、宇宙企画）＊「紅色姫」「リリコ倶楽部」「リリコ先生下半身講座」を収録
- アリス・メモリアル 1992 桜樹ルイ・白石ひとみ・高樹麻世・沢口梨々子（2005年11月25日、アリスJAPAN）＊オムニバス作品
- 復刻セレクション Wパック 上手いんだなアレが ＆ 今夜もびしょ濡れ（2014年4月11日、KUKI）

#### 発売年不明
- バク烈巨乳最前線 オッパイが敏感 沢口梨々子・朝岡美嶺 ほか 全5名（サンフラワー SUF-007）VHS
- 許せない性盗ルパン（グリーンプランナーズ GPS-79）VHS

### 映画、オリジナルビデオ

#### 1991年
- トワイライトミステリー 殺しの遊び（12月21日、タキ・コーポレーションズ）監督:三浦直雄 ※Vシネマ[6]

#### 1992年
- 悪友（ごろつき）（3月21日公開、ヒーロー・コミュニケーションズ）監督:堀内靖博[7]
- 放課後ラブ・クリニック（7月24日、大映）監督:北沢幸雄 ※Vシネマ[8]
- AV女学院2 パンツの奥は大騒動（12月25日、マクザム）監督:大沼栄太郎 ※Vシネマ[9]

#### 1993年
- アダルトビデオ物語 AVの作り方教えます（3月26日、大映）監督:神野太 ※Vシネマ[10]
- あぶない修道院（4月23日、ココナッツボーイ・プロジェクト）監督:光石富士朗 ※Vシネマ[11]
- AV大病院 白衣の下はスッポンポン!（7月5日、マクザム）監督:大沼栄太郎 ※Vシネマ[12]
- 好色不倫妻 吸いつくす!（改題：人妻不倫 わななく）（8月27日公開、エクセスフィルム）監督:浜野佐知

## テレビ出演
- ギルガメッシュないと(テレビ東京)
- 姫TV(テレビ朝日)

## ゲーム
- セクシーアイドル麻雀 ファッション物語 新堂有望・沢口梨々子 他（1994年9月16日、日本物産、PCエンジンスーパーCDソフト）

## CD
- Beppin -グラビアのアイドルたち-Vol.2（1992年1月21日、PLATZ PLCP-302）
  - 1. 秘密の想い出(渡辺由架)
  - 2. モノローグ～フォトジェニックはおまかせ(渡辺由架)
  - 3. と・き・め・き(沢口梨々子)
  - 4. モノローグ～スターライト・キス(沢口梨々子)
  - 5. 親友・恋人宣言(吉永里美)
  - 6. モノローグ～保健室は秘密の場所(吉永里美)
  - 7. 愛を抱きしめて(林由美香)
  - 8. モノローグ～南の島であなたと…(林由美香)
  - 9. フィナーレ～プリティー・エッセンス(渡辺由架，沢口梨々子，吉永里美，林由美香)

## 出版

### 雑誌
- WEEKLY プレイボーイ 1991年10月1日号（集英社）
- URECCO 1991年12月号、1992年7月号、11月号、1993年2月号（ミリオン出版）
- TOP TEN MATE 1992年3月号、9月号、11月号、1994年8月号、1995年2月号（若生出版）
- Girl Friends 1992年3月号、10月号（若生出版）
- Beppin 1992年3月号、4月号（英知出版）
- オレンジ通信 1992年4月号、11月号、1993年4月号（東京三世社）
- Hen! 月刊ヘン! 1992年4月号（ビデオ出版）
- SCHON 1992年4月号（明文社）
- アップル通信 1992年5月号（表紙）
- バナナ通信 1992年5月号（ラン出版）
- アップル写真館 1992年5月号（三和出版）
- デラべっぴん 1992年6月号、1993年1月号（英知出版）
- ACTRESS 1992年8月号、11月号、1993年5月号、9月号（リイド社）
- さくらんぼ通信 1992年8月号、10月号（大洋図書）
- GOKUH 1992年8月号（英知出版）
- ベストビデオ 1992年9月号、1993年1月号（三和出版）
- GRACE 月刊グレース 1992年9月号（若生出版）
- SUPER デラべっぴん 1992年9月号（英知出版）
- GALS COLLECTION NO.16（1992年11月10日、日本出版社）
- ギャルズ通信 1992年11月号（日本出版）
- 熱写ボーイ 1992年11月号（東京三世社）表紙：沢口梨々子
- AV DATA '92 VOL.11（1992年12月6日、日本文芸社）
- IKE2 美少女組 投稿ナンパ塾SPECIAL（1992年12月15日、司書房）
- ビデオメイトDX 1992年12月号（少年出版社）
- MAGAZINE GAL UUULU! 1993年1月号（ダイアプレス）
- 純情エンジェル 1993年2月号（蒼竜社）
- ビデオボーイ 1993年4月号、5月号（英知出版）
- FURI-FURI フリフリ（1993年6月15日、司書房）
- ベストカメラ 1993年8月号（少年画報社）
- THE SPARK GIRLS（1993年10月30日、KKベストセラーズ）
- BODY POSTER Deluxe 実物大ヌード写真集 ベッピン特別編集（1993年12月10日、英知出版）
- Zokkon ゾッコン VOL.4（1994年3月15日、綜合図書）
- 月刊ザ・テンメイ 1994年3月号（竹書房）
- SUPERデラPin 1994年9月号（英知出版）
- 投稿ドッキリ写真 1995年6月号（明文社）

### 写真集
- T-BACK SHOT 飯島愛・白石ひとみ・沢口梨々子 他（1991年11月10日発行、撮影：秋元薫、綜合図書）
- ハードなHタイフーン（1992年11月20日発行、撮影：清水清太郎、テイ・アイ・エス）9784886180599
- PRIVACY 秋元薫作品集 鈴木奈緒・秋本詩織・沢口梨々子 他 全10名（1993年8月15日発行、撮影：秋元薫、綜合図書）1069801981801
- 沢口梨々子写真集 痴漢いじめ（1993年8月25日、撮影：野川イサム、マドンナ社）978-4576931043
- 文庫サイズ写真集 マドンナメイト・カタログ Part.7 有森麗・美里真理・沢口梨々子 他（1994年1月25日、マドンナ社）9784576940038
- 月刊ザ・テンメイ総集編 きクぜ! 2 沢口梨々子・君矢摩子 他（1994年12月10日、撮影：加納典明、竹書房）9784884759537
- 文庫サイズ写真集 マドンナメイト・カタログ Part.8 本木まり子・美里真里・沢口梨々子 他（1995年1月25日、マドンナ社）9784576950082

### 書籍
- アイドルストリッパー×4（バイフォー）佐野あゆみ・小林愛美・森尾ひとみ・沢口梨々子（1996年1月1日、撮影：山岸伸、大海社）撮影協力：浅草ロック座 ISBN 9784925006095